# Астерије Амасијски
Астерије Амасијски (грч. Αστεριος; око 350 - око 410) - адвокат, проповедник, хришћански писац, митрополит Амасије Понтијске; хришћански светитељ 4. века, савременик светог Јована Златоустог.

## Биографија
Астерије се школовао у Антиохији. У почетку га је учио скитски роб, чије име није сачувано. Пре узимања монашког пострига, Астерије је радио као адвокат.
Крајем 19. - почетком 20. века, на страницама Енциклопедијског речника Брокхаус и Ефрон, књижевни допринос Астерија из Амасије описан је следећим речима:
„радови који су до данас сачувани састоје се готово искључиво од проповеди или беседа. Највеће заслуге за чување дела свог претходника носи Свети Василије Амасијски “.
Према Православној енциклопедији, до данас је преживело само шеснаест аутентичних проповеди Астерија из Амасије. Фрагменте од њих десет дао је свети цариградски патријарх Фотије (Библ. Цод. 271), а потпуне текстове два документа пронашао је М. Бауер у рукописима Атињана, а касније их је објавио А. Брез. Неки од рукописа Астерија Софиста раније су приписивани Астерију из Амасије, али је временом ова историјска грешка исправљена.
У проповедима Астерије из Амасије приметан је утицај Демостена, Ливоније и Јована Златоустог. Записи Астерија Амасијског „Приповедање о мучеништву свете Еуфемије“ наводе се у Делима Седмог Васељенског сабора као непобитан доказ поштовања икона. (Манси. Т. 13. П. 16-17, 308-309; ДВС. Т. 4. С. 422-424).
Једна од његових сачуваних духовних поука гласи:
„Пост је учитељ умерености, мајка врлине, васпитач чада Божјих, водич изгубљених, спокојство душе, подршка животу, мир непомућени и сталожени; његова стогост и важност умирују страсти, гасе гнев и јарост, хладе и стишавају свако узбуђење, које потиче од превише хране.“ Свети Астерије Амасијски